# Boxweltmeisterschaften 2013
Die 17. Amateur-Boxweltmeisterschaften fanden vom 14. bis 26. Oktober unter Aufsicht des Amateurboxsportweltverbandes AIBA in der ehemaligen kasachischen Hauptstadt Almaty statt.
Den Vertrag unterzeichneten der Präsident der AIBA Ching-Kuo Wu und der Präsident der Kazakhstan Boxing Federation (KBF) Timur Kulibajew am 12. April 2012. Die Weltmeisterschaft fiel zeitlich mit der Eröffnung der World Boxing Academy in Almaty zusammen. Ausgetragen wurden die Kämpfe im bis 2011 renovierten Sportpalast „Baluan Sholak“. Gemeldet waren 576 Boxer aus 116 Staaten, was nach Teilnehmeranzahl und Teilnehmerstaaten einen neuen Rekord darstellte.
Eine Besonderheit dieser Weltmeisterschaft war die Tatsache, dass zum ersten Mal seit Ende der 1980er Jahre wieder ohne Kopfschutz geboxt wurde. Zudem wurde erstmals das aus dem Profiboxen bekannte Punktzählsystem Ten-Point-Must-System eingeführt.

## Medaillengewinner
| Klasse                              | Gold                                | Silber                          | Bronze                                                        |
| ----------------------------------- | ----------------------------------- | ------------------------------- | ------------------------------------------------------------- |
| Halbfliegengewicht (– 49 Kilogramm) | Birschan Schaqypow Kasachstan       | Mohamed Flissi Algerien         | Yosvany Veitía Kuba David Jiménez Costa Rica                  |
| Fliegengewicht (– 52 Kilogramm)     | Michail Alojan Russland             | Jasurbek Latipov Usbekistan     | Andrew Selby Wales Chatchai Butdee Thailand                   |
| Bantamgewicht (– 56 Kilogramm)      | Cavid Çələbiyev Aserbaidschan       | Wladimir Nikitin Russland       | Qairat Jeralijew Kasachstan Mykola Buzenko Ukraine            |
| Leichtgewicht (– 60 Kilogramm)      | Lázaro Álvarez Kuba                 | Robson Conceição Brasilien      | Domenico Valentino Italien Berik Äbdirachmanow Kasachstan     |
| Halbweltergewicht (– 64 Kilogramm)  | Merei Aqschalow Kasachstan          | Yasniel Toledo Kuba             | Éverton Lopes Brasilien Urantschimegiin Mönch-Erdene Mongolei |
| Weltergewicht (– 69 Kilogramm)      | Danijar Jeleussinow Kasachstan      | Arisnoide Despaigne Kuba        | Araik Marutjan Deutschland Gabriel Maestre Venezuela          |
| Mittelgewicht (– 75 Kilogramm)      | Schänibek Älimchanuly Kasachstan    | Jason Quigley Irland            | Artjom Tschebotarjow Russland Anthony Fowler England          |
| Halbschwergewicht (– 81 Kilogramm)  | Julio César La Cruz Kuba            | Ädilbek Nijasymbetow Kasachstan | Oybek Mamazulunov Usbekistan Joe Ward Irland                  |
| Schwergewicht (– 91 Kilogramm)      | Clemente Russo Italien              | Jewgeni Tischtschenko Russland  | Teymur Məmmədov Aserbaidschan Yamil Peralta Argentinien       |
| Superschwergewicht (+ 91 Kilogramm) | Məhəmmədrəsul Məcidov Aserbaidschan | Iwan Dytschko Kasachstan        | Roberto Cammarelle Italien Erik Pfeifer Deutschland           |

## Medaillenspiegel
| Rang | Land          | Gold | Silber | Bronze | Gesamt |
| ---- | ------------- | ---- | ------ | ------ | ------ |
| 1    | Kasachstan    | 4    | 2      | 2      | 8      |
| 2    | Kuba          | 2    | 2      | 1      | 5      |
| 3    | Aserbaidschan | 2    | 0      | 1      | 3      |
| 4    | Russland      | 1    | 2      | 1      | 4      |
| 5    | Italien       | 1    | 0      | 2      | 3      |
| 6    | Brasilien     | 0    | 1      | 1      | 2      |
| 6    | Irland        | 0    | 1      | 1      | 2      |
| 6    | Usbekistan    | 0    | 1      | 1      | 2      |
| 9    | Algerien      | 0    | 1      | 0      | 1      |
| 10   | Deutschland   | 0    | 0      | 2      | 2      |
| 11   | Costa Rica    | 0    | 0      | 1      | 1      |
| 11   | Argentinien   | 0    | 0      | 1      | 1      |
| 11   | England       | 0    | 0      | 1      | 1      |
| 11   | Mongolei      | 0    | 0      | 1      | 1      |
| 11   | Thailand      | 0    | 0      | 1      | 1      |
| 11   | Ukraine       | 0    | 0      | 1      | 1      |
| 11   | Venezuela     | 0    | 0      | 1      | 1      |
| 11   | Wales         | 0    | 0      | 1      | 1      |
|      | Gesamt        | 10   | 10     | 20     | 40     |